# Аламида (град)
Аламида (Alameda) е град в окръг Аламида, в района на залива на Сан Франциско, щата Калифорния, САЩ. Аламида се намира на малък остров със същото име в близост до Оукланд. Населението на Аламида е 72 259 души. (2000) Аламида е с обща площ от 59,50 кв. км (23 кв. мили).

## История
Аламида е основан като град на 6 юни 1853 г. Първоначално Аламида не е остров, а полуостров до Оукланд. Нуждата от разширяване на пристанищните съоръжения в края на 19 век в двата града води до прокопаването на канал между тях през 1902 г. В резултат на това Аламида става остров.

## Побратимени градове
- Арита, Япония
- Уши, Китай